# Hrabstwo Brant
Brant – historyczne hrabstwo w Ontario, w Kanadzie. 
Przestało istnieć w 1999 roku, kiedy miasto Brantford utworzyło samodzielną jednostkę administracyjną, a status hrabstwa zmieniono na samodzielne miasto Brant.